# Кыргызстан на зимних Олимпийских играх 2022
Кыргызстан на зимних Олимпийских играх 2022 года был представлен одним спортсменом в горнолыжном спорте. По итогам соревнований сборная Кыргызстана, принимавшая участие в своих восьмых зимних Олимпийских играх, вновь осталась без медалей.

## Результаты соревнований

### Лыжные виды спорта

#### Горнолыжный спорт
Квалификация спортсменов для участия в Олимпийских играх осуществлялась на основании специального квалификационного рейтинга FIS по состоянию на 16 января 2022 года. При этом НОК для участия в Олимпийских играх мог выбрать только того спортсмена, который вошёл в топ-500 олимпийского рейтинга в своей дисциплине, и при этом имел определённое количество очков, согласно квалификационной таблице. Страны, не имеющие участников в числе 500 сильнейших спортсменов, могли претендовать только на квоты категории B в технических дисциплинах. По итогам квалификационного отбора горнолыжник Максим Гордеев стал обладателем квоты.
Мужчины
| Соревнование | Спортсмены     | Скоростной спуск/ 1 спуск | Скоростной спуск/ 1 спуск | Слалом/ 2 спуск | Слалом/ 2 спуск | Всего | Место | Отставание |
| Соревнование | Спортсмены     | Время                     | Место                     | Время           | Место           | Всего | Место | Отставание |
| ------------ | -------------- | ------------------------- | ------------------------- | --------------- | --------------- | ----- | ----- | ---------- |
| слалом       | Максим Гордеев | DNF                       | DNF                       | —               | —               | —     | —     | —          |